# Haidong Gumdo
Haidong Gumdo (wörtlich: „Meer (des) Osten(s) Schwert Weg“, also Schwertmethode des Ostmeers) ist eine koreanische Schwertkampfkunst, die in Europa von der European Haidong Gumdo Association verbreitet und seit dem Jahr 2000 in den Verbandsstrukturen Europas aufgebaut wird.
Präsident des europäischen Dachverbandes ist Herr Sang Hyun Han (7. Dan).
In Deutschland etabliert sich die Kampfkunst in Sportvereinen und kommerziellen Sportschulen.

## Entstehung und Geschichte
Haidong Gumdo, auch Haedong Kumdo – die Transkription variiert zwischen den Organisationen –, ist ein Name für verschiedene koreanische Kampfkunstverbände, die sich mit dem Schwert und dessen Gebrauch beschäftigen. Der Begriff wurde um das Jahr 1982 geprägt. Die beiden bekanntesten Organisationen sind Haidong Gumdo als Ursprungsverband („Daehan Haidong Gumdo Federation“) unter der Leitung von Kim Jeong-ho (김정호) und Haedong Kumdo als größter Ableger („Hanguk Haedong Gumdo Federation“) unter Na Han-il (나한일).
Haidong Gumdo leitet seinen Namen von Haedong Seongguk Balhae (海東盛國渤海) ab, ein Name für das alte mandschurisch-koreanische Königreich Balhae.

## Techniken
Das Haidong-Gumdo-Training besteht aus Gibon (Grundlagen), Pumsae (Formen), Yaksuk daeryun (eingeschränktes Sparring), Hada (freies Sparring), Chingeom gyokgeom (Sparring mit echten Klingen), Gigong (Aufbauübungen) und Begi (Schnittübungen). Das Standardtraining wird mit dem Mokgom (Holzschwert) ausgeführt.
Das Waffentraining beginnt mit dem Gebrauch des Jukdo (Bambusschwert) und fährt mit Mokgom und Chingeom fort. Die Poomse innerhalb des Haidong Gumdo wurden aus den Bewegungen des Gicheon (Koreanisch für Taijiquan) und verschiedenen Schwertübungen, die man auch im Muye Dobo Tongji findet, abgeleitet.
Während frühere Koreanische Schwertstile im Bonguk Gombop enthalten sind, werden im Haidong Gumdo auch andere Methoden gelehrt:
- 쌍수검법 Ssangsu Gombop (Führen des zweihändigen Schwerts)
- 심상검법 Simsang Gombop (Taktik und Strategie mit dem Schwert)
- 예도검법 Yedo Gombop („Stil des Herzens des Schwertkämpfers“)
- 제독검법 Jedok Gombop („Stil des Admirals“)
- 장백검법 Jangbaek Gombop (Stil des Jangbaek)
- 왜검법 Wae Gombop (Japanischer Stil)
- 외수검법 Wuisu Gombop (Einhändiger Gebrauch des Schwertes)
- 쌍검검법 Ssanggeom Gombop (Gebrauch von zwei Schwertern)

Haidong Gumdo kann allgemein als der Austausch von mehreren Schwerttechniken im Schlagabtausch beschrieben werden. Das steht  zunächst im Gegensatz zu japanischen Methoden, die vom Ideal von „Ein Schlag, ein Toter“ auch heute noch ausgeht und diese Technik zum Beispiel im Kendo (koreanisch Kumdo) verbreitet.
Im Unterschied zu den japanischen Techniken, die auf den Kampf Mann-gegen-Mann oder den individuellen Kampf fokussiert sind, beschäftigt sich der koreanische Stil mit dem Kampf eines einzelnen gegen viele oder dem Kampf auf dem Schlachtfeld.
Die Essenz des Haidong Gumdo ist das Shimgum, ein philosophisches Konzept, das mit dem spanischen duende, wie es der spanische Dichter García Lorca prägte, vergleichbar ist. Shimgum ist die Vereinigung von Absicht, Körper und Geist, die sich durch den Gebrauch des Schwertes ausdrückt. Es beinhaltet die Beherrschung des Schwertes, aber überschreitet gleichzeitig technische Grenzen. Man könnte „technisch perfekt“ sein und trotzdem das Shimgum nicht erfüllen. Shimgum macht aus der Kampfwissenschaft des Haidong Gumdo eine Kampfkunst.

## Graduierungen
Im Haidong Gumdo gibt es zehn Schülergrade (Kup) und acht Meistergrade (Dan). Der jeweils nächste Grad wird durch eine Prüfung erreicht. In Deutschland ist eine Prüfung nur bis zum 4. Dan möglich. Prüfungen ab dem 5. Dan sind nur in Südkorea zu absolvieren. Die jeweilige Schüler-Graduierung wird durch einen farbigen Gürtel gekennzeichnet. Hier gibt es keine offizielle Regelung, da das für Europa geltende Farbgurtsystem noch nicht in ganz Deutschland übernommen wurde. Die Farbreihenfolge
beginnt mit dem 10. Kup und wird rückwärts bis zum 1. Kup / höchsten Schüler-Grad gezählt.
Die Dangrade tragen schwarze Gürtel.
Des Weiteren gibt es für unterschiedliche Schülergrade verschiedene Kampfanzüge (Doboks). Ab Farbgurt darf man schwarze Doboks tragen, ab 1. Dan dunkelblaue Anzüge und ab 4. Dan bzw. Meistergrade blaue Anzüge. Bei den Meistergraden zeigt der Dobok auch die Größe der zu betreuenden Schulen an. Es gibt den Adler für einige wenige Schüler, den Tiger für einige Schulen und viele Schüler und den Drachen für viele Schulen und sehr viele Schüler. Zusätzlich gibt es den Samurang-Dobok für Schüler und Meister die bei der Weltmeisterschaft in Korea den höchsten Platz belegen. Diese sind weiß mit einem schwarzen Rand und Kragen gehalten. Auch Direktoren großer Verbände tragen dies (z. B. Meister Han als europäischer Direktor).
Normalerweise sind die Hosen mit dem sehr breiten Schlag in derselben Farbe wie der Anzug gehalten. Instruktoren ab dem 3. Dan und Meister tragen im Gegensatz zu den Schülern grau karierte Hosen und heben sich so von ihnen ab.

## Juristische Auseinandersetzungen

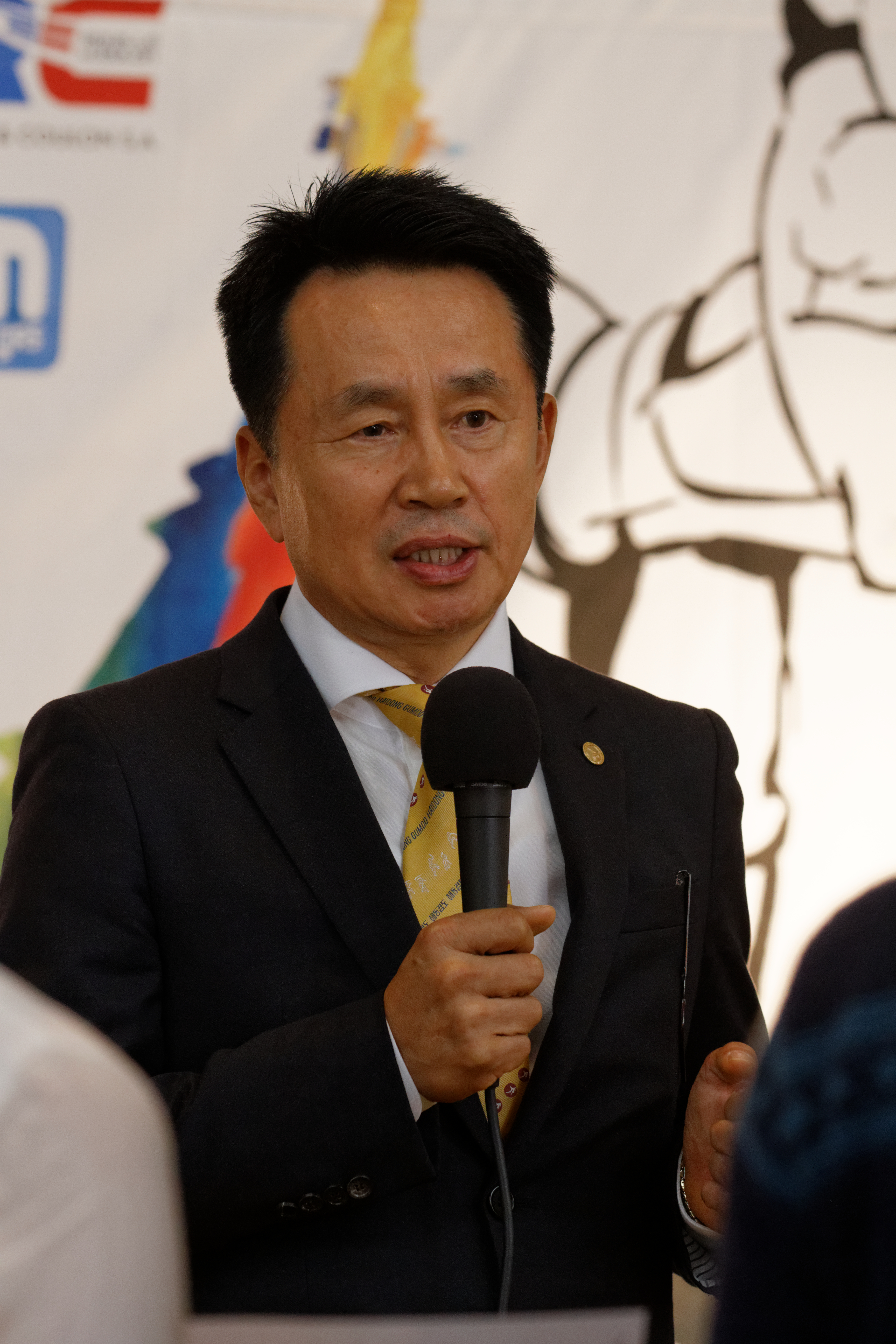
Kim Jeong-ho

Die Geschichte dieser Kampfkunst verzeichnet eine Aufeinanderfolge von gerichtlichen Auseinandersetzungen zwischen den zwei Hauptverbänden des Haidong Gumdo. Diese Organisationen behaupten, dass Haidong Gumdo seine Wurzeln in den Kriegs- und Kampftraditionen der Samurang begründet. Die Samurang sollen eine Gruppe von Elitekämpfern gewesen sein, die ursprünglich von einem Meister namens „Seolbong“ im alten Königreich Goguryeo ausgebildet worden sein sollen. Schriftliche Beweise für die Existenz dieser Kriegerklasse fehlen, genau wie Informationen darüber, was mit den Samurang und ihren Schwertstilen geschah, nachdem Goguryeo zerfiel.
Der Haidong-Gumdo-Weltverband („World Haidong Gumdo Federation“) behauptet, dass Kim Jeong-ho, Präsident der „Daehan Haidong Gumdo Federation“, das Haidong Gumdo von einem Meister namens Jang Baek-san (장백산, was auch eine Bezeichnung des Bergs Baekdu ist) am Berg Kwanak gelernt habe. Ein Gericht kam zu dem Schluss, dass Haidong Gumdo von Kim Jeong-ho und Na Han-il begründet wurde. Demnach hatten zuvor beide die koreanischen Schwertkampfkünste Gicheonmun (unter Bak Dae-yang) und Simgeomdo (unter Kim Chang-sik) studiert. Die Geschichte von Jang Baek-san war dafür lediglich eine Metapher.
Kim Jeong-ho und Na Han-il arbeiteten zunächst mit dem weitaus bekannteren Namen der beiden Kampfkünste, Simgeomdo. Um 1984 begannen sie, ihren Stil unter dem Namen Haidong Gumdo zu unterrichten.
Haidong Gumdo spielte jedoch weiterhin eine eher untergeordnete Rolle, bis Na Han-il im Jahre 1989 die Hauptrolle in einem koreanischen Fernsehfilm spielte. Dies trug zum raschen Bekanntwerden von Haidong Gumdo bei, das schnelle Wachstum der Organisation führte jedoch zu internen Konflikten.